# نمایش «مرغ دریایی» از تئاتر هنری مسکو

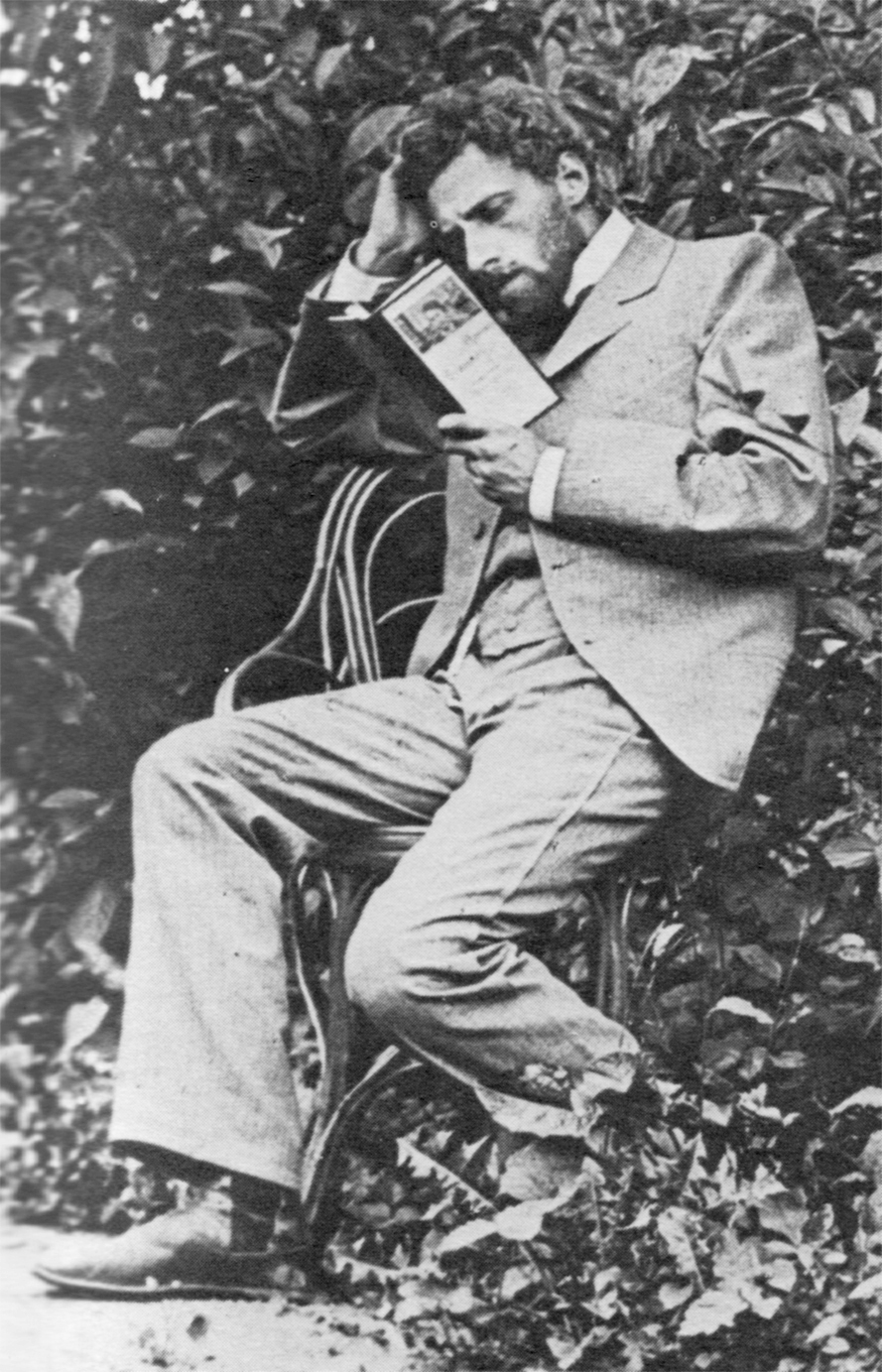
در پوشکینو در سال ۱۸۹۸، وسولود مایرهولد برای نقش کنستانتین در نمایش «مرغ دریایی» اثر آنتون چخوف که توسط تئاتر مسکو اجرا شد، آماده می‌شود.

اجرای نمایش «مرغ دریایی» توسط تئاتر هنری مسکو در سال ۱۸۹۸، به کارگردانی کنستانتین استانیسلاوسکی و ولادیمیر نمیروویج دانچنکو، نقطه عطفی حیاتی برای این گروه تئاتر نوپا بود که به عنوان «یکی از بزرگ‌ترین رویدادهای تاریخ تئاتر روسیه و یکی از بزرگ‌ترین تحولات جدید در تاریخ درام جهان» توصیف شده است. این اولین اجرای نمایش مرغ دریایی (نمایش‌نامه) اثر آنتون چخوف در سال ۱۸۹۶ در مسکو بود، اگرچه دو سال قبل از آن با موفقیت متوسطی در سنت پترزبورگ اجرا شده بود. نمیروویچ-دانچنکو، که از دوستان چخوف بود، بر امتناع نویسنده از اجازه دادن به نمایش این نمایش در مسکو پس از استقبال کم فروغ قبلی آن غلبه کرد و استانیسلاوسکی را متقاعد کرد که این نمایش را برای تئاتر هنری مسکو (ام ای تی) نوآورانه و تازه تأسیس آنها کارگردانی کند. این اجرا در 29 December [سبک قدیمی: 17 December] ۱۸۹۸ افتتاح شد. موفقیت ام ای تی به دلیل وفاداری به بازنمایی ظریف زندگی روزمره، نوازندگی صمیمی و دسته‌جمعی آن و طنین‌اندازی حال و هوای ناامیدی و عدم قطعیت آن با حال و هوای روانی روشنفکران روسی آن زمان بود. برای بزرگداشت این اثر تاریخی که به ام ای تی هویت بخشید، این شرکت تا به امروز مرغ دریایی را به عنوان نشان خود دارد.

## بازیگران
- ایرینا نیکولایونا آرکادینا: اولگا نیپر
- کنستانتین گاوریلوویچ ترپلیوف: وسوولود مایرهولد
- پیتر سورین: واسیلی لوژسکی
- نینا میخایلوونا زارچنایا: ماریا روکسانوا
- ایلیا آفاناسیویچ شامرایف: الکساندر آرتم
- پولینا آندریونا: یوگنیا رائوسکایا
- ماشا: ماریا لیلینا
- بوریس الکسیویچ تریگورین: کنستانتین استانیسلاوسکی
- یوگنی سرگیویچ دورن: الکساندر ویشنوفسکی
- سمیون سمیونوویچ مدودنکو: یواساف تیخومیروف

## مفهوم کارگردانی استانیسلاوسکی
استانیسلاوسکی در اوت ۱۸۹۸ هنگام بازدید از ملک برادرش در نزدیکی خارکف، کار بر روی طرح تولید (یا «موسیقی» کارگردانی خود، آنطور که او آن را می‌نامید) نمایش را آغاز کرد و در آن تجربیات حسی خود از حومه شهر را گنجاند. او لحظات کلیدی نمایش را با نقاشی‌های کوچکی که روابط فضایی و مجاورتی بازیگر را نشان می‌داد، استوری‌بورد کرد. او همچنین ریتم‌های فردی، زندگی فیزیکی و رفتارهای هر شخصیت را با جزئیات شرح داد:
| « | خنده سورین «تکان‌دهنده و غیرمنتظره» است؛ آرکادینا «معمولاً وقتی عصبانی یا هیجان‌زده است، دست‌هایش را پشت سرش جمع می‌کند»؛ کنستانتین به‌طورکلی «عصبی» است؛ ماشا انفیه مصرف می‌کند؛ مدودنکو زیاد سیگار می‌کشد. نسخه تولیدی هر حرکت، هر ژست، حالات دقیق چهره را با جزئیات تقریباً سینمایی ترسیم می‌کند. | » |

این نت نشان می‌دهد که بازیگران چه زمانی «آب دهانشان را پاک می‌کنند، بینی‌شان را می‌گیرند، لب‌هایشان را می‌مکند، عرقشان را پاک می‌کنند یا دندان‌ها و ناخن‌هایشان را با چوب کبریت تمیز می‌کنند.»این کنترل دقیق میزانسن برای تسهیل بیان یکپارچهٔ کنش درونی در نظر گرفته شده بود که استانیسلاوسکی آن را در زیرمتن نمایشنامه پنهان می‌دانست.وسولود مایرهولد، کارگردان نمایش و متخصصی که استانیسلاوسکی در بستر مرگش او را «تنها وارث من در تئاتر - اینجا یا هر جای دیگر» اعلام کرد، و بازیگری که نقش کنستانتین را در این اجرا بازی کرد، سال‌ها بعد تأثیر شاعرانهٔ برخورد استانیسلاوسکی با نمایشنامه را اینگونه توصیف کرد:
| « | احتمالاً عناصر منفردی از ناتورالیسم وجود داشته است، اما این مهم نیست. نکته مهم این است که شامل مرکز عصبی شاعرانه، شعر پنهان نثر چخوف بود که به دلیل نبوغ استانیسلاوسکی به عنوان یک کارگردان وجود داشت. تا زمان استانیسلاوسکی، مردم فقط تم را در چخوف بازی می‌کردند و فراموش می‌کردند که در نمایشنامه‌های او صدای باران بیرون پنجره‌ها، صدای افتادن وان، نور صبح زود از میان کرکره‌ها، مه روی دریاچه به‌طور جدایی‌ناپذیری (همان‌طور که قبلاً فقط در نثر بود) با اعمال مردم پیوند خورده بودند. | » |

موسیقی متن کارگردانی استانیسلاوسکی در سال ۱۹۳۸ منتشر شد.

## فرایند تولید

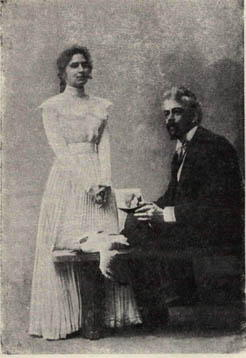
پرتره استودیویی استانیسلاوسکی (راست) در نقش تریگورین - «با موهایی آراسته، لباس شب پوشیده، با حالتی سوگوارانه در حال تفکر در میانه تصویر با مداد و دفترچه یادداشت، به نظر می‌رسد کسی چانه‌اش را با زنده کردن مرغ دریایی مرده در نثری جاودانه لیسیده است تا اینکه بخواهد نقشه اغواگری اتفاقی زن پرشور کنارش را بکشد.»

استانیسلاوسکی به عنوان بازیگر، با وجود تمایل به بازی در نقش تریگورین، در ابتدا نقش دکتر دورن را به اصرار نمیروویچ-دانچنکو آماده کرد. با این حال، وقتی چخوف در سپتامبر ۱۸۹۸ در تمرینات این نمایش شرکت کرد، احساس کرد که بازی تریگورین ضعیف است، که منجر به تغییر بازیگر شد. استانیسلاوسکی تریگورین را به عهده گرفت و نمیروویچ-دانچنکو از اینکه این نقش را از او پنهان کرده بود،عذرخواهی کرد. اولگا کنیپر (همسر آینده چخوف) نقش آرکادینا را بازی کرد.
این نمایش در مجموع ۸۰ ساعت تمرین داشت که طی ۲۴ جلسه انجام شد: ۹ جلسه با استانیسلاوسکی و ۱۵ جلسه با نمیروویچ-دانچنکو. با وجود این، که با توجه به استانداردهای مرسوم آن زمان، مدت زمان قابل توجهی بود، استانیسلاوسکی احساس کرد که تمرین کافی انجام نشده است و وقتی نمیروویچ-دانچنکو درخواست او برای به تعویق انداختن افتتاحیه به مدت یک هفته را رد کرد، تهدید کرد که نامش از پوسترها حذف خواهد شد.

## اجرا و پذیرایی
این نمایش در 29 December [سبک قدیمی: 17 December] ۱۸۹۸ افتتاح شد. با حس بحران در فضای تئاتر؛ بیشتر بازیگران با قطره‌های والرین کمی آرامش پیدا کرده بودند. یکی از تماشاگران در نامه‌ای به چخوف توضیح داد که چگونه:
| « | در پرده اول، چیزی خاص شروع شد، اگر بتوانید آن را توصیف کنید، هیجانی در تماشاگران که به نظر می‌رسید مدام بیشتر و بیشتر می‌شد. اکثر مردم با چهره‌های عجیب و غریب در سالن و راهروها قدم می‌زدند، انگار که تولدشان است و در واقع، (خدای من شوخی نمی‌کنم) کاملاً ممکن بود که به سراغ زنی کاملاً عجیب بروید و بگویید: «چه نمایشی؟ ها؟» | » |

نمیروویچ-دانچنکو تشویق حضار را که پس از سکوتی طولانی انجام شد، مانند شکستن سد توصیف کرد. این نمایش به اتفاق آرا مورد تحسین مطبوعات قرار گرفت.
تا 13 May [سبک قدیمی: 1 May] ۱۸۹۹ طول نکشید، چخوف این نمایش را در تئاتر پارادیز، در اجرایی بدون صحنه اما با گریم و لباس، تماشا کرد.او این نمایش را ستود اما علاقهٔ کمتری به اجرای خود استانیسلاوسکی داشت؛ او به «لحن نرم و سست اراده» در تفسیر او (که توسط نمیروویچ-دانچنکو نیز به اشتراک گذاشته شده بود) از تریگورین اعتراض کرد و از نمیروویچ-دانچنکو التماس کرد که «کمی به او جسارت یا چیزی شبیه به آن بدهد». او پیشنهاد داد که این نمایش با موسیقی استانیسلاوسکی از میزانسن نمایش منتشر شود.همکاری چخوف با استانیسلاوسکی برای رشد خلاقانهٔ هر دو مرد بسیار مهم بود. توجه استانیسلاوسکی به رئالیسم روانشناختی و بازی گروهی، ظرافت‌های پنهان نمایش را آشکار کرد و علاقهٔ چخوف به نوشتن برای صحنه را احیا کرد. عدم تمایل چخوف به توضیح یا گسترش فیلمنامه، استانیسلاوسکی را مجبور کرد تا به روش‌هایی که در تئاتر جدید بود، زیر سطح متن را کاوش کند.